# Black Friday (1887)
Pour les articles homonymes, voir Black Friday.

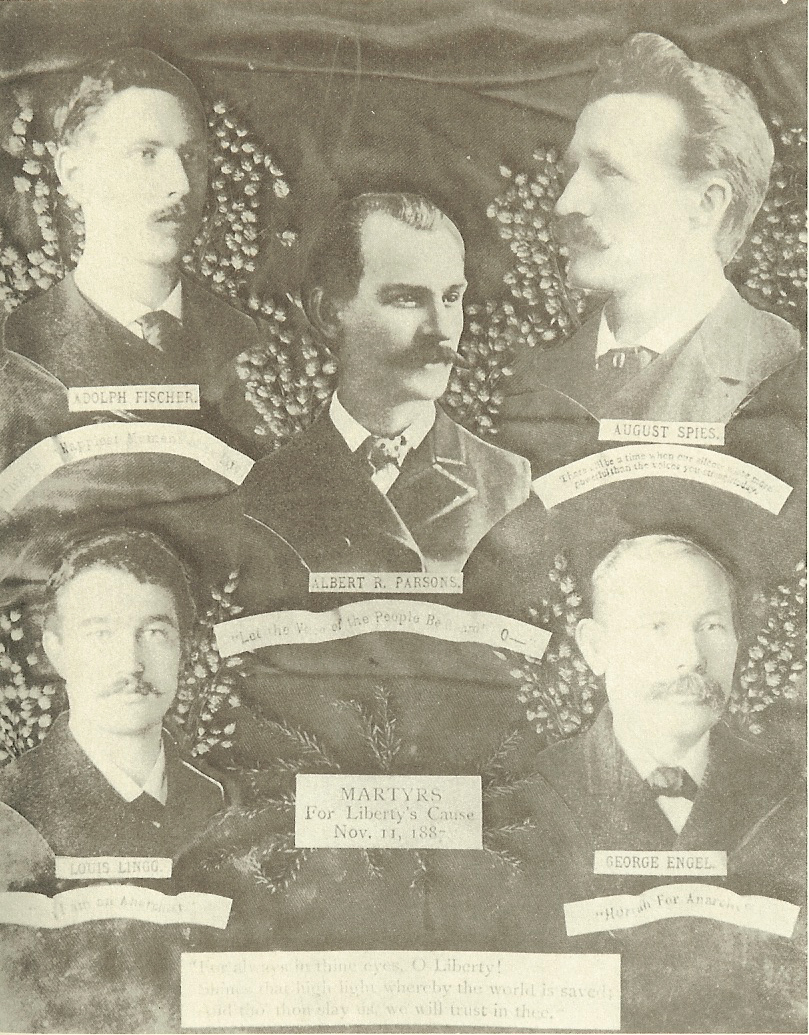
« The Haymarket Martyrs ».

Le Black Friday (littéralement : « Vendredi noir ») désigne le vendredi 11 novembre 1887, quand furent exécutés quatre des huit militants de gauche (socialistes et anarchistes) arrêtés après l'explosion d'une bombe lors du rassemblement politique de Haymarket Square, le 4 mai 1886 à Chicago, point culminant de la lutte pour la journée de huit heures aux États-Unis.

## Description
Cette manifestation était la réponse des ouvriers de la ville à la répression policière qui avait sévi un jour plus tôt, le 3 mai 1886, lors de la grève des ouvriers des usines McCormick, faisant deux morts parmi ceux-ci. Le lien entre les militants et l'attentat ne fut jamais clairement établi.
August Spies, Albert Parsons, George Engel, Adolph Fischer ont été pendus. Louis Lingg a lui aussi été condamné à mort, mais s'est suicidé en prison. Michael Schwab, Oscar Neebe et Samuel Fielden ont été graciés après six années de prison ou de pénitencier.
Ce n'est qu'en 1893 que les condamnés furent innocentés et réhabilités par le gouverneur de l'Illinois John Peter Altgeld, mettant en cause dans son discours de grâce la police et particulièrement son chef, Bonfield, qu'il juge responsable de l'attentat par les brutalités qu'il a lui-même commises envers la population.
L'événement connut une intense réaction internationale et fit l'objet de manifestation dans la plupart des capitales européennes. George Bernard Shaw déclara à cette occasion : « Si le monde doit absolument pendre huit de ses habitants, il serait bon qu'il s'agisse des huit juges de la Cour suprême de l'Illinois. »